# 빅토리아 베컴
빅토리아 캐롤라인 베컴(영어: Victoria Caroline Beckham, OBE, 혼전성 애덤스(Adams), 1974년 4월 17일 ~ )은 잉글랜드의 사업가, 패션 디자이너이자 가수이다. 1990년대를 대표하는 여성 팝 그룹 스파이스 걸스의 멤버로, 애칭은 포시 스파이스(Posh Spice)이다. 스파이스 걸스의 해체 이후, 그녀는 버진 레코드와 텔스타 레코드와 계약했고, UK 싱글 차트 TOP 10 안에 4회 진입하였다. 그녀의 첫 솔로 싱글 음반 Out of Your Mind는 UK 싱글 차트 2위를 기록했다. 베컴은 《비잉 빅토리아 베컴》, 《더 리얼 베컴스》와 《빅토리아 베컴: 커밍 투 아메리카》 등 다섯 개의 공식 다큐멘터리와 리얼리티 쇼에 출연하였다. 그녀는 이후 《프로젝트 런웨이》, 《도전! 슈퍼모델 독일》과 《아메리칸 아이돌》에서 스페셜 심사위원으로 출연했으며, 《어글리 베티》에서 카메오 출연하였다. 그녀는 잉글랜드의 축구 선수 데이비드 베컴과 1999년 결혼하였고 슬하에 네 자녀가 있다. 2015년 9월 기준, 베컴 부부의 재산은 5억 800만 파운드로 추정되고 있다.
2000년대부터 빅토리아 베컴은 국제적으로 인정받는 스타일 아이콘과 패션 디자이너로 성장하였다. 그 다음으로 기타 브랜드와 세간의 이목을 끄는 콜라보레이션으로, 그녀는 2008년 자신의 이름을 딴 브랜드와 2011년 보급형 브랜드를 각각 성황리에 런칭했다. 빅토리아 베컴 브랜드는 2011년 영국에서 올해의 디자이너 브랜드로 선정되었고, 2012년 이 브랜드는 베컴 가족의 사업 이익에 큰 역할을 한 것으로 평가되었다.

## 젊은 시절
빅토리아 베컴은 잉글랜드 에식스주 할로의 프린세스 알렉산드라 병원에서 태어나 하트퍼드셔주 고프스오크(Goffs Oak)에서 자랐다. 그녀는 이전의 보험회사 직업과 미용사였던 어머니 재클린 도린 애덤스(결혼 전 성은 캐넌)와 전자 기술자였던 아버지 앤서니 윌리엄 애덤스의 1남 2녀 중 첫째이다. 그녀의 부모는 전자제품 도매회사를 설립하였고, 그녀의 여동생 루이즈, 남동생 크리스천과 함께 어린 시절 풍족한 교육을 받았다.
1980년에 그녀는 뮤지컬 영화 《페임》을 보고 감동을 받아, 이후 뮤지컬 경력을 계속해 나가기로 결정한다. 재클린과 앤서니 애덤스는 그녀를 제이슨 연극 학교(Jason Theatre School)에 입학시켰다. 1991년, 빅토리아 베컴은 서리주 엡솜에 위치한 레인 예술 영화 칼리지(Laine Theatre Arts)에 다니며 댄스와 모델 일을 배웠다. 베컴은 체스헌트(Cheshunt)에 있는 세인트메리 고등학교에 다닐 때 롤스로이스 차량을 타고 다녔는데, 다른 학생들로부터 주목받을 것을 염려해 아버지에게 학교 근처에서 내리지 않도록 부탁한 적도 있었다.

## 패션 경력

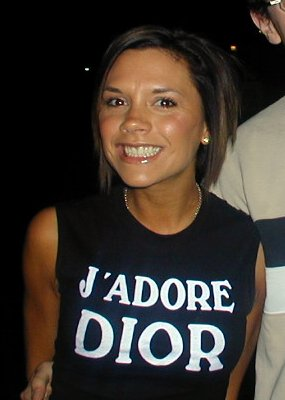
1999년 2월, 베컴

베컴은 2000년, 마리아 그라츠보겔의 무대에 게스트로 올라 런던 패션 위크에 모델로서 데뷔했다. 베컴은 또한, 2003년 돌체앤가바나의 영국 대사로 위촉 되었고, 로카웨어의 뮤즈로 잠시 활동했다. 베컴은 2004년 락 앤 리퍼블릭(Rock & Republic)과 콜라보레이션으로 VB Rocks라는 브랜드를 런칭했고, 미국에서 약 300 달러의 소매업으로 주로 최상위의 시장을 타켓으로 한 청바지로 구성 된 한정판으로 디자인한 패션 라인을 내놓았다. 또한 일본에서는 2002년 FIFA 월드컵에서 활약한 남편 데이비드 베컴이 일본에서 엄청난 관심과 인기를 끌면서, 그녀 역시 여성 취향의 패션잡지나 텔레비전의 와이드쇼 등의 "셀러브리티"로서 인기를 끌었다. 2003년 일본의 뷰티그룹 도쿄뷰티그룹(에스테틱 TBC)의 텔레비전 광고에 베컴 부부가 함께 출연했으며, 일본의 경차브랜드인 다이하츠사 miraAV, 질레트사의 질레트 비너스 등의 텔레비전 광고에 출연했다. 2006년 10월, 일본의 패션 브랜드 사만사 타바사의 캠페인 모델이 되어 가방이나 쥬얼리등의 디자인에 참가했다.
2006년 1월 16일, 베컴은 로베르토 카발리의 밀라노 패션위크 무대에 섰다. 2006년 3월, 베컴은 하퍼스 바자의 패션 화보 촬영에 나선 그녀의 친한 친구, 케이티 홈즈를 위해 패션 에디터로 활동했다. 그녀는 선글라스에 대한 개인적인 애착을 들어내며, “나는 선글라스에 매우 집착해요. 나는 빈티지 구찌와 카레라를 수집하고 그들은 거의 모든 옷에 어울리며 근사하다.”라고 말했다. 이후 베컴은 락 앤 리퍼블릭을 떠나, 2006년 9월 그녀는 자신만의 데님 브랜드, DVB 스타일을 시작해 그녀의 패셔 사업을 확장한다. 베컴은 새로운 공식 웹사이트(dvbstyle.com)를 열어 그녀의 패션 일을 홍보하기 시작했다.
2007년 6월 14일, 베컴은 뉴욕의 삭스 피프스 에비뉴와 콜라보레이션으로 DVB 데님 브랜드를 런칭하고, 또한 그녀의 아이웨이(선글라스) 범위도 출시하며 미국에서 첫 공개를 하였다. 같은 달, 베컴은 세계 최대 졸업 이벤트인 런던 연간 졸업 패션위크(London's annual Graduate Fashion Week)에 글렌다 베일리(하퍼스 바자의 편집장)와 랑방의 디렉터 알버 엘바즈와 함께 심사위원으로 첫 등장했고, 20,000 파운드의 가치의 리버 아일랜드 골드상을 수상자를 선택했다. 2007년 8월, 그녀의 남편 데이비드 베컴과 수년에 걸쳐 도입한 20개 이상의 향수 중 하나로, 미국의 뷰티그룹 코티와 라이센싱 계약을 맺고 인티미틀리 베컴 향수를 런칭해 미국 상점에 출시했다. 2007년 9월, 그녀는 코스메틱 브랜드 브이-스컬프트(V-Sculpt)를 도쿄에 런칭했다. 2007년, LA 갤럭시 기자 회견이 열리는 외관에서, 베컴은 롤랑 뮤레의 '문 드레스'와 그녀의 브랜드를 대중화하는데 인정을 받았으며, 베컴은 또한 마크 제이콥스의 2008 봄 콜렉션 캠페인 모델로 발탁되었다.
베컴은 그녀의 경력을 쌓는 동안, 2004년 〈ID〉와 2007년 〈W〉를 포함한 수많은 패션 잡지에 등장했다. 그녀는 2008년 4월, 〈보그〉의 영국판에 디자이너로서 첫 등장했다. 그것은 이후에도 〈보그 인도〉, 〈보그 파리〉 뿐만 아니라 독일판, 러시아판, 오스트레일리아판, 터키판, 태국판, 중국판과 스페인판에 연이어 등장했다. 베컴은 또한 〈하퍼스 바자〉와 〈엘르〉의 수많은 해외 판에 등장했다.
2010년, 베컴은 한국기업 LG전자의 미국에서 방영되는 휴대폰 광고에 절친인 에바 롱고리아와 함께 출연하였다.

### 빅토리아 베컴 패션 브랜드 런칭
베컴은 2008년 9월, 자신의 이름을 딴 브랜드의 런칭을 발표했다. 2011년, 뉴욕 패션 위크에 연례적으로 등장하는 브랜드로 성장시킨 베컴은, 저가의 빅토리아, 빅토리아 베컴 브랜드(Victoria by Victoria Beckham)을 도입했다. 2011-12년 1분기에 이 브랜드는 6,000만 파운드의 연간 매출을 예상했다. 그 드레스에 대해 처음 알려진, 범위는 세퍼레이츠(분리형)으로 확장 되어 고급 핸드백과 최대 18,000 파운드로 판매되고 있다. 주요 패션 라인과 확장 된 범위 외에도, 빅토리아 베컴 브랜드는 여전히 별도의 데님과, 아이웨어 및 향수 라인을 포함하고 있다. 또한, 런칭 당시 평소 그녀가 입는 스타일의 실루엣을 강조하는 브랜드는 데뷔 무대부터 “깜짝 놀랄 만한 성공”이라는 평가를 받으며, 본격적으로 패션 디자이너로써의 존재감을 드러냈다. 매시즌 연이은 호평이 이어지자 항간의 소문으로, 베컴의 절친인 롤랑 뮤레, 혹은 마크 제이컵스가 뒤에 있다는 루머가 돌기도 했지만, 그녀는 “사람들의 편견을 잘 알고 있지만 결국은 옷이 말해줄 것”이라며 자신감을 보였고, 몇 시즌의 컬렉션을 치른 후에는 보그 미국판의 편집장으로 잘 알려진 안나 윈투어로부터 “빅토리아 베컴을 과소평가하지 마라.”라는 좋은 평가를 얻었다. 2011년 11월, 빅토리아 베컴은 영국 패션 어워드에서 올해의 디자이너 브랜드상을 수상했다.
2012년 12월, 빅토리아 베컴은 뉴욕 패션 위크가 열리는 동안 트위터에 가장 많이 언급 된 디자이너로 또한 Whispr Group의 리서치에 따르면 쇼가 열리는 동안 57,000의 새로운 팔로우가 증가했다고 발표 되었다.
2014년 2월, 〈더 인디펜던트〉의 패션 편집장 알렉산더 퓨리는 그녀가 최근 게스트로 〈보그 파리〉의 편집장과 패널 토론에 향후 참여한 뉴욕의 디자인 학교인 파슨스의 학장의 말을 예로 들며 “빅토리아 베컴은 훌륭한 디자이너로부터 참신한 전환을 만들었다.”라고 언급했다. 이 기사는 빅토리아 베컴의 브랜드는 그들만의 유명 인사들로만 연관 된 것이 아닌 디자인 자체의 매력으로 매출이 상승했다고 마무리했다. 현재 그녀의 브랜드는 미국 대통령 부인 미셸 오바마와 영국 총리 부인 서맨사 캐머런 외에도 오프라 윈프리, 비욘세, 에바 롱고리아, 데미 무어, 케이트 윈즐릿, 귀네스 팰트로, 캐머런 디애즈, 드루 배리모어, 나오미 왓츠와 블레이크 라이블리, 앤 해서웨이, 미셸 윌리엄스, 제니퍼 로렌스, 지젤 번천, 하이디 클룸, 제니퍼 로페즈, 줄리아 로버츠 등 수많은 할리우드 유명인사들이 찾고 있으며, 2011년 한해 동안 6000만 파운드의 매출을 올리는 데 일조하였다. 2012년, 런던에서 가장 스타일리시한 백화점이라는 하비니콜스에 대대적인 쇼윈도 홍보를 하면서 단독으로 입점시켰다.
2014년 9월, 베컴은 런던의 메이페어, 도버스트릿트에 자신의 첫 패션 매장을 오픈하였고, 다음 해에는 뉴욕에 2호 매장을 오픈 할 예정이다. 그녀는 또한 2016년 3월, 홍콩에도 해외 최초의 매장을 오픈하였으며, 같은 달 그녀는 유럽에 기반한 다국적 온라인 패션편집매장 마이테레사 닷컴에 입점한 상표 '빅토리아 베컴'의 대표로서 마이테레사닷컴이 서울 포시스즌스 호텔에서 개최한 홍보행사에 참석차 19년만에 한국에 내한했다.
베컴은 그해 10월, 영국의 비즈니스 전문지 〈매니지먼트 투데이〉에서 발표한 영국 최고 창업자에 이름을 올렸으며, 부국장 앤드루 선더스는 그녀에 대해 “디자인 감각과 비즈니스 센스를 겸비했다. 유명인 출신이라 도움을 많이 받았을 것이라고 평가절하 하는 이들도 있지만 유명세만으로 성공한 것이 아니다.”라고 말하며 베컴의 사업 수완을 높이 평가했다. 또한, 2013년 한해 동안 베컴은 패션 브랜드 사업으로 3000만 유로(한화 367억원)의 매출을 올렸으며, 2008년 사업 시작 이후 지난해 말까지 5년간 매출은 29배가 늘어 현재의 기업가치는 2억 1000만 파운드(한화 3558억원)라고 보도 되었다.

## 음악 경력

### 1994–2000: 스파이스 걸스
베컴은 1994년 3월, 잡지 〈더 스테이지〉에서 “똑똑하고, 외향적이며, 야심차고 노래와 춤에 재능있는” 소녀들을 찾는다는 오디션을 보게 되고, 1994년, 스파이스 걸스의 멤버로 최종 합류하게 된다. 그녀는 결혼 전의 처녀 시절 이름인 빅토리아 아담스로 활동했다. 그룹은 첫 싱글 "Wannabe" (1996)로 데뷔하였고, 또한 그녀는 게리 할리웰, 에마 번턴, 멜러니 B, 멜러니 C과 함께 일했다. 그들은 영국과 미국을 포함한 그외의 29개 도시에서 투어를 했다. 1위를 보유한 9개의 싱글과 그들의 3장의 정규 음반 Spice, Spiceworld와 Forever를 발매했다. 그룹의 각 멤버들은 미디어로부터 닉네임으로 불리었고, 베컴은 포시 스파이스(Posh Spice)라는 이름을 얻었다. 그룹은 1990년대, 가장 성공한 팝 가수 중 하나로 전 세계에서 7,500만장 이상의 음반 판매량을 기록했다. 이후, 그들의 세 번째 음반 Forever는 UK 앨범 차트에서 2위에 진입하며 그들의 이전의 두 음반보다 더 낮은 성공을 하였고, 스파이스 걸스는 그룹 활동을 중지했고, 그들의 가까운 미래에 있어 자신의 솔로 경력에 집중했다.

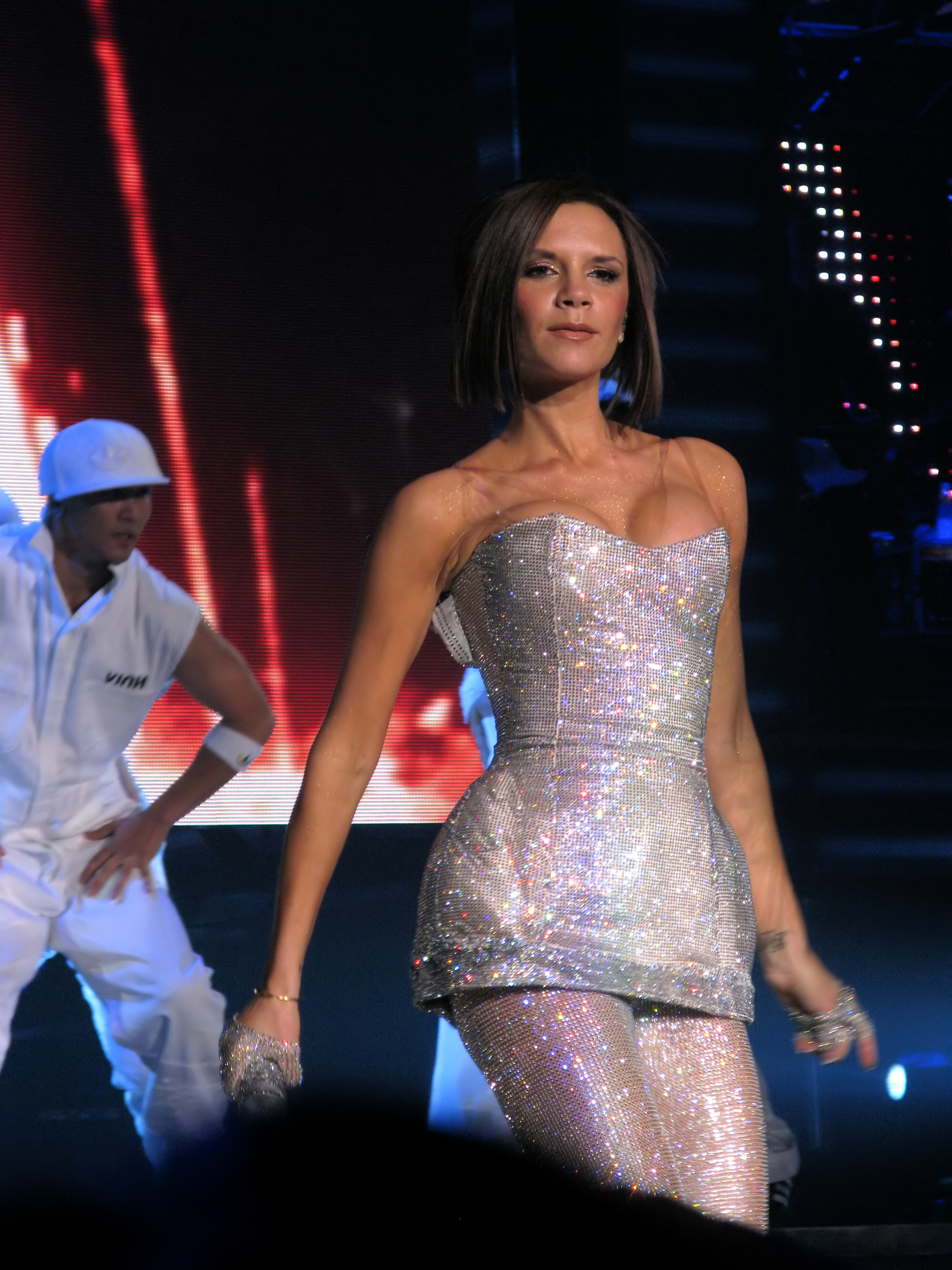
2007년 12월, 라스 베가스에서 스파이스 걸스 월드 투어 중인 빅토리아 베컴.

### 2000–01:Victoria Beckham
2000년 8월 14일, 베컴은 트루 스테퍼스와 데인 바워스와 콜라보레션한 그녀의 첫 싱글 Out of Your Mind를 발표했다. 스필러 (소피 엘리스 벡스터가 피처링한)의 싱글과 공교롭게도 발매일이 일치했는데, 영국의 한 타블로이드 신문은 "Posh vs. Posher"라는 차트 전쟁을 묘사했다. 2000년 7월 8일, 싱글 발매 전, 베컴은 런던의 하이드 파크에서 열린 Prince's Trust (찰스 왕세자가 창립한 자선 단체)의 기금마련을 위해 100,000명이 모인 콘서트에서 첫 솔로 데뷔를 가졌다. 베컴은 그녀의 소속 레이블 버진 레코드와 함께 녹음 계약을 체결했다. 그녀는 다음 솔로 싱글로, Not Such An Innocent Girl을 2001년 9월 17일 발매했다. 다시, 그녀는 또 다른 크게 과장 된 차트 전쟁으로, 카일리 미노그의 싱글과 경쟁을 해야했다. 막대한 홍보 캠페인에도 불구하고, 베컴은 다소 낮은 판매량을 기록하며 그녀의 싱글은 6위로 데뷔했다. 베컴은 자신의 이름을 딴 데뷔 정규 음반 Victoria Beckham을 2001년 10월 1일 발매했고, UK 앨범 차트에서 10위를 진입했다. 이 음반은 보통의 50,000장의 판매량을 기록했다.
두 번째 싱글이자 첫 음반에 수록 된 마지막 싱글 A Mind of Its Own을 2002년 2월 11일에 발매했다. 이 싱글은 UK 싱글 차트에서 6위로 진입했고, 56,500장의 판매량을 기록했다. 항간에는 베컴의 낮은 차트 성적으로 인해, 그녀의 레이블이 해체한다는 소문이 떠돌았다. 하지만 그들은 강경히 부인했다. 세 번째 싱글, I Wish의 프로모션은 구체화 되지 않았다. 이 싱글의 리믹스 버전에는 로비 크레이그가 피처링했고, TV 방송 《Friday Night's All Wright》에서 무대를 선보였다. 그 다음의 싱글은 베컴의 두 번째 임신으로 인해 보류되었다. 항간에는 베컴은 동료의 스파이스 걸스의 에마 번턴과 멜러니 B와 함께 버진 레코드와 계약이 안좋게 끝난다는 소문이 돌았는데, 하지만 그녀의 홍보 담당자는 사실을 부정하며, “아무도 그렇게 끝내지 않았다. 버진과의 계약은 자연스럽게 끝났고, 양측은 계속 함께 일하지 않는 것으로 결정했다.”라고 언급했다.

### 2002–04: 미발표 된 음반과 솔로 경력
2002년, 베컴은 텔스타 레코드와 19 매니지먼트와의 1,500만 파운드를 받고 계약서에 사인했다. 베컴은 이전에 녹음한 팝 장르의 음반 Open Your Eyes, Let Your Head Go는 그녀의 주장에 따르면, 실망스런 결과에 발매가 되지 않았다. 대신 팝 음악 보다, 베텀은 어반 사운드를 원했고, 어반 프로듀서 데이먼 대시와 R&B와 힙합 장르의 음반 Come Together을 작업했다. 대시가 프로듀싱한 곡 It's That Simple는 M.O.P.가 피처링에 참여해, 2003년 7월 라디오 방송국에서 초연 되었고, 엇갈린 평을 받았다. 베컴은 텔스타와 계약한 이후, 첫 싱글 Let Your Head Go / This Groove을 영국에서 2003년 12월 29일 발매하였고, 앤디 힐튼이 감독한 뮤직 비디오와 함께 크리스마스 기간에 걸쳐 많은 TV 홍보를 하였다. 이 싱글은 UK 싱글 차트에 3위로 진입했다. 이 싱글은 더블 A-사이드로 Let Your Head Go은 베컴의 초기 팝에 영감을 받아 작업했고, This Groove는 그녀의 힙합, R&B 곡 중 하나로 베컴의 마지막 싱글로 남아있다. 영국 이외에, "포쉬 스파이스 빅토리아 베컴"이라는 이름으로 Let Your Head Go / This Groove의 잠재적인 발매를 포함해 베컴은 데이먼 대시와 계획을 하고 있었다. 발매는 2004년 3월과 5월 중으로 고려 되었지만, 결국 발매되지 못했다.
영국 매체는 그녀의 솔로 음악 경력의 실패에 대해 언급했고, 대시와 풀러 사이에 좋지 못한 결합이라는 소문이 돌면서, 그녀의 힙합 음반 Come Together는 발매되지 않았다. 베컴은 솔로 활동의 마지막 시도로, 새로운 싱글 My Love Is for Real을 발표했고, 그녀는 팝 음악으로 다시 전환했다. 그녀는 회사가 파산을 한 후, 텔스타 레코드를 떠났고, 점차 패션 경력에 집중을 하면서 음악을 포기했다.

### 2007–12: 스파이스 걸스 재결성
2007년, 스파이스 걸스는 개선 및 재결합 투어를 1,000만 파운드를 투입해 착수할 예정임을 발표했다. 베컴은 이전에 그녀와 그녀의 전 스파이스 동료들은, 다양한 분야에서 자신의 솔로 활동을 즐기고 있으며, “우리는 모두 여전히 우리 자신의 일을 하고 있다.”라고 말했다. 그들의 Greatest Hits 음반은 투어가 시작되는 2007년 12월 2일 이전의 2007년 11월 초 발매되었다. 재림절, 베컴은 “나는 내 아이들이 엄마가 팝 스타가 되는 걸 원하는 것을 보았다. 그것은 그들이 스파이스 걸즈에 대한 비명을 지르는 사람들로 가득한 군중들 사이에서 있을 수 있는 마지막 기회이다.”라고 말했다. 베컴은 그녀가 투어로 인해 머리색을 갈색으로 바꾸었을 때, 그녀의 아들의 직접적인 반응에 대해 “오 맙소사, 그것은 포쉬 스파이스. 그녀가 돌아왔어.”라고 말했다. 그녀는 다른 동료들이 각각 자신의 솔로 경력에 UK 차트 1위 기록을 가지고 있는 반면, 대신에 임시적으로 패션 쇼의 무대에 서거나 스타일의 포즈로 이목을 끌었으며, 투어에서 솔로 곡을 노래하지 않는 그룹의 유일한 멤버였다.
영화 제작자 밥 스미튼이 감독한 공식 다큐멘터리 영화 《Spice Girls: Giving You Everything》은 2007년 12월 31일 영국에서 BBC One을 통해 방송 되었다. 뿐만 아니라 그들의 매진 투어로, 스파이스 걸스는 멤버 당 100만 파운드를 받고 테스코 광고에 출연하기로 계약했다.
2009년 10월, 스파이스 걸스는 그들의 음악을 배경으로 자신들의 역할을 하는 여성 배우를 캐스팅하는 뮤지컬 영화에 대한 제안을 받았다. 다음 해, 스파이스 걸스와 사이먼 풀러는 공연 제작자 주디 크레이머와의 협력을 통해 비바 포에버라는 제목의 스파이스 걸스 뮤지컬을 제작하기로 계약했다. 2012년 6월 26일, 다섯 명의 스파이스 걸스는 런던에서 열린 《비바 포에버: 더 뮤지컬》 런칭 행사에 참석했다. 2012년 12월 11일, 피카딜리 극장에서 초연 되었다. 이후 많은 추측의 소문이 돌았고, 2012년 하계 올림픽 폐막식에서 Wannabe와 Spice Up Your Life를 부르며 이벤트 공연으로 전적으로 재결합하였다. 그들의 공연은 트위터에서 분당 116,000 이상의 트윗을 기록했고, 올림픽 폐막식 공연 중에서 가장 많은 트윗이였다.

## 텔레비전

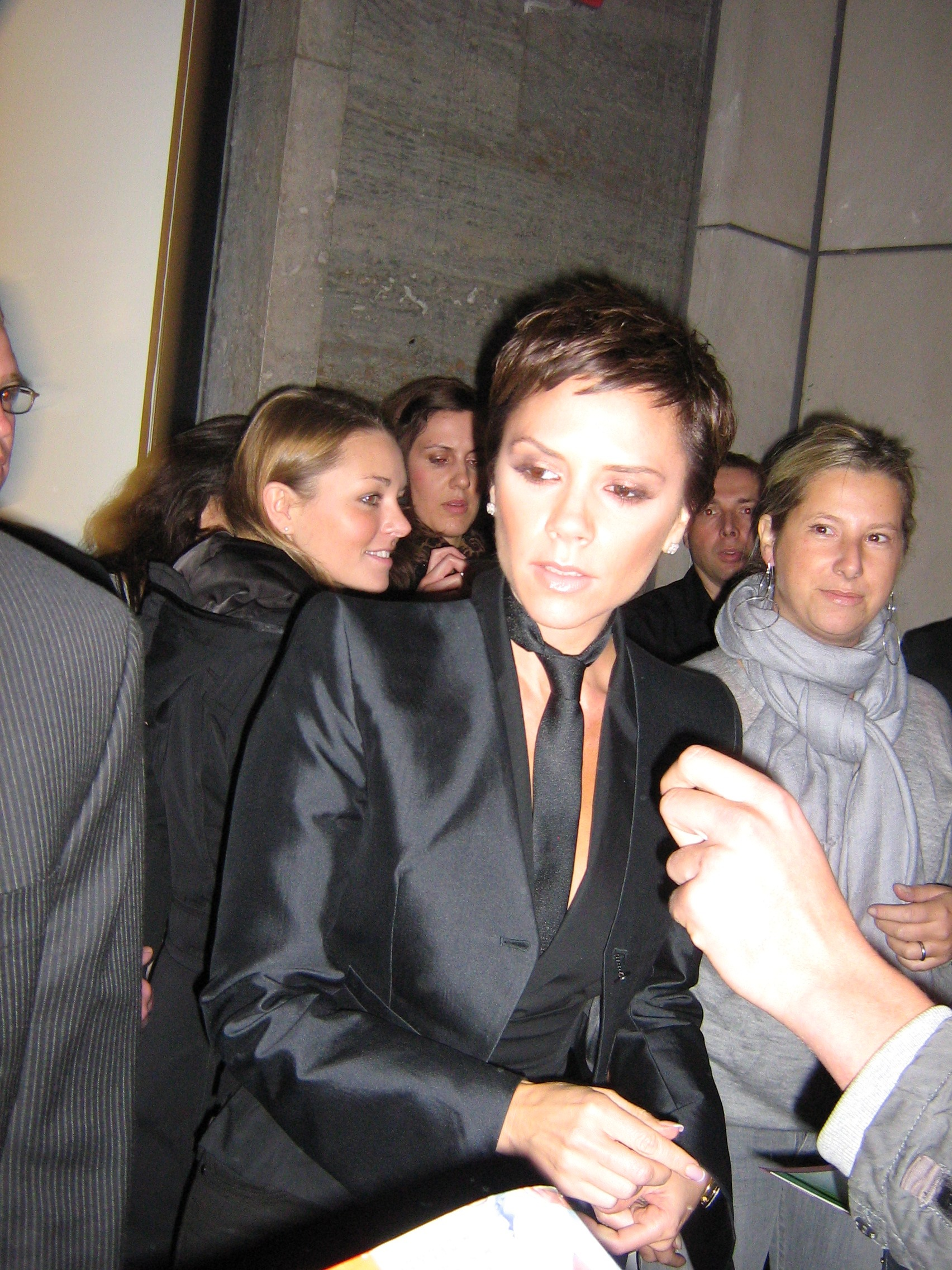
2008년 10월, 뒤셀도르프에서 그녀의 새로운 진 브랜드 홍보 중인 베컴.

베컴은 다섯 번의 다큐멘터리에 출연하였고, 2000년 1월 11일, 첫 번째 《Victoria's Secrets》(빅토리아의 시크릿)은 영국의 채널 4에서 방송 되었다. 베컴과 가까운 사이인 엘튼 존과 같은 영국의 유명인사들을 인터뷰하는 동안 카메라가 밀착 취재하는 식으로 진행되었다. 두 번째, 《Being Victoria Beckham》(비잉 빅토리아 베컴)은 2002년 3월 방송 되었고, 베컴은 그녀의 첫 번째 앨범의 출시와 함께 솔로 가수로서 그녀의 경력을 이야기하고, 다양한 사진 촬영 및 녹음하는 모습을 보여 주었다. 이 다큐멘터리는 883만 뷰의 시청자들이 시청했고, 시간대 최고 시청률을 기록했다. 세 번째, 《The Real Beckhams》(더 리얼 베컴스)는 2003년 12월 24일 ITV1에서 방송 되었고, 데이비드 베컴이 레알 마드리드와 계약을 하면서 베컴 가족이 런던에서 마드리드로 이동하는 모습에 포커스가 맞춰졌다. 또한 빅토리아 베컴이 그녀의 솔로 활동을 다시 시작하고, 그녀가 매일 신문에서 읽으며 타블로이드 이야기를 비웃는 모습을 보여 주었다. 이 다큐멘터리는 610만 뷰의 시청자들이 시청했고, 이후 2004년 2월 2일 DVD로 발매되었다.
네 번째 제목은 《Full Length & Fabulous: The Beckhams' 2006 World Cup Party》(무삭제 & 굉장한: 베컴의 2006 월드컵 파티)로 빅토리아와 데이비드 베컴이 기획해 그들의 하트퍼드셔주에 위치한 저택의 부지에 대형 천막을 꾸며 2006년 FIFA 월드컵 파티를 진행하고 준비하는 과정과 그 다음로 그들의 자선기금을 모으는 것을 목표로 진행되었다. 두 장의 티켓과 축구공은 온라인 자선 경매되어, 10만 3,000 파운드에 판매되었다. 이 다큐멘터리는 2006년 5월 28일에 이벤트 자체를 보여주였고, 특별히 메뉴를 정하는 것에는 친구의 셰프 고든 램지와 자선 행사의 진행에는 그레이엄 노튼이 참여했다. 램지는 600명의 게스트에 음식을 공급했고, 40명의 셔프와 100명의 종업원의 스텝들이 고용되었다. ITV에서 방영된 다큐멘터리는 756만 뷰의 시청자들이 시청했다.
빅토리아 베컴은 그녀의 가족이 미국으로 이동하면서 준비하는 과정을 담은 6편으로 구성 된 반시간의 즉흥적인 리얼리티 TV 시리즈를 NBC와 계약했다. 당초 6편으로 계획이 되었음에도 불구하고, 쇼는 스페셜의 한시간 분량으로 편집 되었다. 이 쇼는 《Victoria Beckham: Coming to America》(빅토리아 베컴: 커밍 투 아메리카)라는 제목으로 2007년 7월 16일 미국과 캐나다에서 방송 되었다. 이 프로그램은 이 시간대에 세 번째로 가장 많이 시창한 방송으로, 미국에서 490만 뷰의 시청자들이 시청했다. 이 프로그램은 영국에서는 2007년 7월 17일, ITV1에서 방송 되어 384만 뷰의 시청자들이 시청했다. 또한 이 프로그램은 그녀의 매니지먼트와 스파이스 걸스 컴백 투어를 프로듀싱하는 사이먼 풀러에 의해 제작 되었다.
2007년 7월, 베컴은 ABC의 TV 시리즈 《어글리 베티》 시즌 2의 에피소드에 본인 역할로 카메오 출연한다고 발표하였다. 이 에피소드는 "A Nice Day for a Posh Wedding"로, 미국에서 2007년 11월 9일, 영국에서 11월 23일 방송 되었다. 그녀의 텔레비전 진출에도 불구하고, 베컴은 할리우드 영화에 착수 할 계획을 부인했다. 2008년 2월, 베컴은 미국에서 2008년 3월 5일 방송 되는 시즌 4의 《프로젝트 런웨이》의 마지막을 장식할 게스트 심사위원으로 출연할 것이라고 발표했다. 2007년 10월, 베컴은 《섹스 앤 더 시티: 더 무비》에 출연 제안을 거절했다고 보도 되었다. 그녀는 인터뷰에서 “나는 '섹스 앤 더 시티' 영화의 출연 요청을 받았을 때, 내가 좋아했었던 것이기에 너무 기뻤다, 하지만 나는 유감스럽게도 이전에 스파이스 걸스의 리허설을 해야 했기에, 나는 그것을 할 수가 없었다.”라고 말했다.

## 책
2001년 9월 13일, 베컴은 그녀의 첫 번째 자서전 책, Learning to Fly(러닝 투 플라이)를 출간했다.
제목은 베컴이 뮤지컬 《페임》을 보고 어린 시절 즐기던 노래의 가사에서 생각해 냈다. 제목에 영감을 받은 구절은 “I'm gonna live forever, I'm gonna learn how to fly.”이다. 자서전은 그녀의 어린 시절, 스파이스 걸스, 그녀의 결혼과 가족 생활 뿐만 아니라 당시 그녀의 경력을 이야기하고 있다. 이 책은 2001년 실화 제목의 세번째로 가장 많이 팔린 베스트셀링으로 영국에서 50만 부 이상의 판매량을 기록했다. 이 책이 처음 발표 되었을 때, 그것은 발매 4주만에 1위를 차지하며 로비 윌리엄스의 책을 2위로 밀어냈다. 900만명이 시청하는 인기 TV 쇼 《파킨슨》에 게스트 출연으로 세간의 이목을 끌어, 책을 홍보하는데 도움이 컸다는 반응들이 나왔다. 책이 출간 되기 전 〈헬로!〉, 〈데일리 메일〉과 〈메일 온 선데이〉은 책의 미리보기에 대한 권한을 구입했다.
베컴은 2005년 스페인의 저널리스트와의 인터뷰에서 “나는 내 인생에서 책을 읽어 본 적이 없어.”라고 말했다. 베컴은 이후, 그녀가 항상 그녀의 아이들을 돌보는데 너무 바쁘기 때문에 실제로 책을 끝까지 읽을 시간이 없었다라고 말한 이 인터뷰가 인쇄 된 원래 스페인어가 오역 되었다고 해명했다.
베컴의 두 번째 책, That Extra Half an Inch: Hair, Heels and Everything in Between는 패션의 조언에 대한 책으로 2006년 10월 27일 출간했다. 이 책은 베컴의 패션에 관한 팁을 포함한 스타일과 뷰티를 담고 있으며, 또한 마리오 테스티노, 애니 레보비츠와 스티븐 마이젤이 사진 촬영에 참여했다. 이 책은 또 다른 베스트 셀러가 되었고, 양장본이 발행된 후, 영국에서 유일하게 40만 부가 판매되었다. 이 책에 대한 권리는 미국, 네덜란드, 일본, 포르투갈, 리투아니아, 러시아와 가장 최근에는 중국에 판매되었다.

## 영향력과 자선 활동
2007년, 베컴은 '영국에서 가장 부유한 여성 52위'라고 보도 되었고, 남편의 데이비드 베컴과 함께 소유한 공동 재산을 추청한 것으로는 영국에서 19번째로 부유한 것으로 알려졌다.
2010년, 베컴은 세이브 더 칠드런과 자선 활동을 하며, 그녀는 VH1의 두 섬씽 어워드에서 두 섬씽 위드 스타일상에 후보 지명되었다. 그녀는 엘튼존 에이즈 재단(Elton John AIDS Foundation)의 후원자이다. 베컴은 모조/인조 모피(faux/synthetic furs)를 홍보하고 있다. 그녀는 모피 동물 사육에 반대하며, PETA(동물 권리를 위한 단체)를 포함한 동물권(Animal rights) 조직로부터 찬사를 받았다. 베컴은 “PETA의 세간의 주목을 끄는 반대 캠페인에 지원을 하겠다.”라고 약속을 하며, “그녀의 패션 컬렉션에 결코 모피를 이용하지 않겠다”라고 말했다.
2013년 2월, 그녀는 BBC 라디오 4의 "여성의 시간"에서 발표 한 '영국에서 가장 영향력 있는 100인' 중 한명으로 선정되었다. 2014년, 베컴은 어린 소녀들의 리더쉽 역할을 지지하는 대변인으로 밴 보시(Ban Bossy) 캠페인에 합류했다.
베컴은 2014년 9월, UN 에이즈 계획(UNAIDS) 친선대사로 위촉 되었다. 뉴욕의 UN 본사에 방문한 그녀는 UN의 에이즈 자선단체인 UN 에이즈위원회에서 친선대사로 임명된 직후 '에이즈에 관한 여성 역할'을 주제로 첫 연설을 하였다. 그녀는 “남아공에 갔을 때가 내 인생의 전환점이었다. 아이들에게 에이즈를 갖고 태어나게 할 수는 없다. 충분히 예방할 수 있다고 믿는다, 이 자리에 서게 돼 영광이다. 더 겸손한 자세로 임하겠다”라고 말했다.

## 사생활

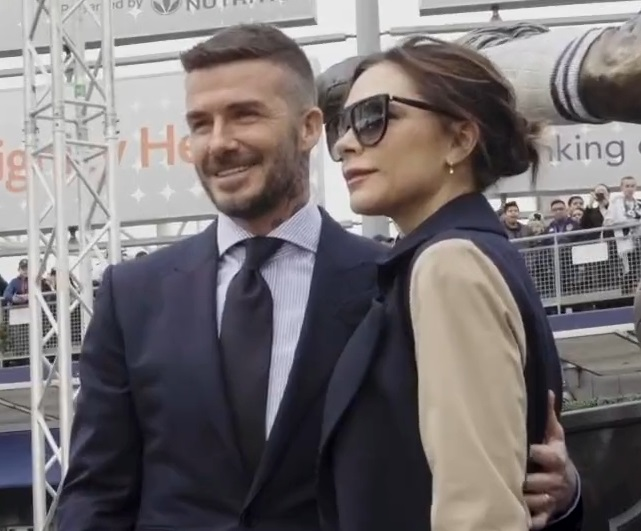
2019년 남편 데이비드 베컴과 함께

베컴은 이전에 1995년, 코리 헤임과 연인 관계였다.
1997년, 그녀는 이후 축구 선수 데이비드 베컴과 축구 선수와 자선 축구 경기 행사에서 만난 후 그의 대쉬를 받고 그들은 데이트를 시작했다. 그들이 처음 만났을 때, 그녀는 “솔직히 말해서 그에 대해 전혀 몰랐다. 축구에 전혀 알지 못했다.”라고 말했다. 두 사람은 1998년 그들의 약혼을 발표했고, 미디어에서는 "포시 앤드 벡스"라는 애칭으로 불렸다.

### 결혼
1997년 1월 데이비드 베컴은 축구 경기가 끝난 후 절친인 게리 네빌과 함께 숙소에서 텔레비전을 통해 당시 세계적으로 엄청난 인기를 끌고 있던 걸그룹 스파이스 걸스의 Say You'll Be There 뮤직비디오를 보게 되었고, 빅토리아에게 첫눈에 반하며 꼭 이 여자와 결혼하겠다고 다짐한다. 이후 빅토리아에게 점점 빠지게 되면서, 자신의 여동생을 통해 스파이스 걸스에 대한 정보를 수집하는 등, 빅토리아와의 만남을 꿈꾸며 빅토리아가 다녀갔다는 클럽을 모두 수소문하지만, 아쉽게도 만남까지는 이루어지지 못한다. 그러던 중, 그 해 3월 첼시와의 경기날 맨체스터 유나이티드 FC의 열성팬이자 스파이스 걸스의 매니저인 사이먼 풀러의 소개로 함께 경기를 보러온 빅토리아와 어떨결에 첫만남을 가지게 되지만, 베컴은 너무 떨린 나머지 빅토리아에게 아무 말도 하지 못했다고 한다. 이후 한달 뒤에 빅토리아가 스파이스 걸스 멤버의 멜러니 C와 함께 비행기를 타고 맨체스터로 경기를 보러 오게 된다. 그날 처음으로 서로 이야기를 나누며 베컴은 자신의 경기를 보러 와준 빅토리아에게 크게 감동한다. 하지만, 스파이스 걸스의 미국 투어 공연으로 짧은 만남에 그쳐, 서로의 전화번호를 교환하는 것에 마무리 되었다고 한다. 당시 빅토리아에게는 스튜어트 빌튼이라는 남자친구가 있었는데, 베컴에게 호감을 느끼며 만나기 시작하면서, 빅토리아는 스튜어트에게 공식적인 이별 선언을 한다.
베컴은 빅토리아를 만나기 위해 경기가 없는 날에는 런던으로 찾아와, 비밀스런 만남을 가진다. 베컴은 빅토리아에게 자신의 마음을 고백하며 교제를 시작하게 되고, 영국과 미국에서 떨어져 지내는 시간동안 전화 통화를 통해 점차 서로에게 대해 알아가며, 사랑을 키워나가게 된다. 다음해 1998년 1월 언론을 통해 두사람은 서로의 사이를 인정하며, 약혼 발표를 한다. 당시 인기 절정이었던 스파이스 걸스의 멤버와 세계 명문 축구구단 맨체스터 유나이티드 FC의 귀공자의 로맨스는 언론을 시끄럽게 하게 된다. 특히 1998년 6월 프랑스 월드컵에서 아르헨티나와의 16강전에서 베컴이 경기중 퇴장당하게 되고, 잉글랜드 대표팀은 끝내 역전패를 당해 "잉글랜드 탈락의 주범"으로 힘든 시기를 보내게 된다. 경기가 끝난 후 빅토리아는 베컴에게 전화로 두사람의 첫아이 임신사실을 알리게 된다. 자신이 아버지가 된다는 사실에 들뜬 베컴은 부모님에게 빅토리아의 임신사실을 알리며, 미국 투어중인 빅토리아를 만나기 위해 바로 뉴욕행 비행기를 타고 오게 된다. 그렇게 베컴은 스파이스 걸스의 공연에 합류하게 되고, 빅토리아는 베컴의 곁에서 큰 힘이 되어 주었다고 한다.
1999년 3월 4일 첫째 아들 브루클린을 출산하고, 4개월후인 7월 4일에 아일랜드 더블린에 있는 러트럴스타운 성에서 화려한 결혼식을 올렸다. 빅토리아는 이 날 베라 왕이 디자인한 웨딩드레스와 금과 다이아몬드로 장식된 16만 달러(한화 2억원) 상당의 티아라를 썼다. 결혼식에 사용된 비용은 모두 80만 달러(한화 9억 원)에 달했으며, 결혼식을 취재한 잡지들은 180만부라는 기록적인 판매를 기록하며, 그들의 결혼은 영국 내의 언론과 대중들의 많은 주목을 받았다. 피로연에서는 베컴의 어린시절부터 절친이기도 한 게리 네빌이 베스트 맨을 맡았고, 생후 4개월의 첫째 아들 브루클린이 반지를 들고 가는 아이의 역을 담당했다. 당시 〈OK!〉 잡지와 독점 계약을 맺었기 때문에, 그 외의 미디어는 회장에 들어갈 수 할 수 없었지만, 다른 신문사에서도 금빛의 왕좌에 앉는 두 사람의 사진을 입수하는 것에 성공해, 신문에 게재했다. 빅토리아는 보석 디자이너 슬림 바렛이 디자인한 골드와 다이아몬드가 장식 된 코로네트를 썼다. 결혼식에는 총437명의 스탭이 고용되어 500,000파운드(한화 8억 5천만 원)의 비용이 사용된 것으로 추정하고 있다. 그해 베컴 부부는 런던 북부의 하트퍼드셔에 위치한 가장 유명해진 대저택을 구입했다. 그 저택은 미디어로부터 베킹엄 궁으로 불리었다.

### 자녀
베컴 부부는 현재 브루클린 조지프 (1999년, 런던, 웨스트민스터 태생), 로미오 제임스 (2002년, 런던, 웨스트민스터 태생), 크루스 데이비드 (2005년, 마드리드 태생)와 하퍼 세븐 (2011년, 로스앤젤레스 태생)이라는 네 명의 자녀를 두고 있다. 브루클린과 로미오의 대부는 엘튼 존, 대모는 엘리자베스 헐리이다. 하퍼의 대모는 에바 롱고리아이다.

## 필모그래피
| 년도   | 제목                                                                | 역할                                | 참고                                                                  |
| ------ | ------------------------------------------------------------------- | ----------------------------------- | --------------------------------------------------------------------- |
| 2000년 | 빅토리아의 시크릿 Victoria's Secrets                                | 본인                                | 리얼리티 다큐멘터리                                                   |
| 2002년 | 비잉 빅토리아 베컴 Being Victoria Beckham                           | 본인                                | 리얼리티 다큐멘터리                                                   |
| 2007년 | 빅토리아 베컴: 커밍 투 아메리카 Victoria Beckham: Coming to America | 본인                                | 리얼리티 다큐멘터리                                                   |
| 2007년 | 어글리 베티 Ugly Betty                                              | 본인                                | 텔레비전 드라마, "A Nice Day for a Posh Wedding" (에피소드 7; 시즌 2) |
| 2008년 | 프로젝트 런웨이 Project Runway                                      | 멘토/심사위원                       | "파이널" (에피스도 14; 시즌 4)                                        |
| 2009년 | 독일판 도전! 슈퍼 모델 Germany's Next Topmodel                      | 멘토/심사위원                       | "Bed of Roses" (에피소드 13; 시즌 4)                                  |
| 2010년 | 아메리칸 아이돌 American Idol                                       | 멘토/심사위원                       | 시즌 9; 할리우드 / 보스턴 / 덴버 오디션                               |
| 2010년 | 보글 보글 스펀지밥 SpongeBob SquarePants                            | 암피트리테 여왕 (더빙, 목소리 출연) | 텔레비전 애니메이션 "해왕성의 파티" (에피소드 28; 시즌 7)             |

| 년도   | 제목                                             | 역할          | 참고                |
| ------ | ------------------------------------------------ | ------------- | ------------------- |
| 1997년 | 스파이스 월드 Spice World                        | 포쉬 스파이스 |                     |
| 2007년 | 기빙 유 에브리띵 Giving You Everything           | 본인          | TV 영화; 다큐멘터리 |
| 2012년 | 비바 포에버 Viva Forever (The Spice Girls Story) | 본인          | TV 영화; 다큐멘터리 |

## 음반
- Victoria Beckham (2001)

## 수상 및 후보
| 연도   | 상                             | 부문                                            | 작품          | 결과 |
| ------ | ------------------------------ | ----------------------------------------------- | ------------- | ---- |
| 1997년 | 오렌지 블림프 어워드           | 좋아하는 영화 여자배우상                        | 스파이스 월드 | 후보 |
| 1997년 | 블랙버스터 엔터테인먼트 어워드 | 좋아하는 여자배우상 - 코미디부문                | 스파이스 월드 | 후보 |
| 1997년 | 골든 래즈베리상                | 최악의 여자배우상 (스파이스 걸스 동료들과 함께) | 스파이스 월드 | 후보 |
| 2010년 | 두 섬씽 어워드                 | 두 섬씽 위드 스타일상                           | 빈칸          | 후보 |
| 2011년 | 영국 패션 어워드               | 올해의 디자이너 브랜드상                        | 빅토리아 베컴 | 수상 |
| 2013년 | 글래머 올해의 여성 어워드      | 지난 10년간 여성상                              | 빈칸          | 수상 |
| 2013년 | 독일 밤비 어워드               | 패션부문                                        | 빈칸          | 수상 |
| 2013년 | 하퍼스 바자 올해의 여성 어워드 | 패션 디자이너상                                 | 빈칸          | 수상 |
| 2014년 | 영국 패션 어워드               | 올해의 브랜드상                                 | 빅토리아 베컴 | 수상 |
| 2015년 | 월폴 브리티쉬 럭셔리 어워드    | 올해의 럭셔리 브랜드상                          | 빅토리아 베컴 | 수상 |
| 2015년 | 글래머 올해의 여성 어워드      | 올해의 여성상                                   | 빈칸          | 수상 |

### 서훈
빅토리아 베컴은 패션·자선사업을 통한 공적을 인정받아, 2017년 대영 제국 4등급 훈장(OBE)을 받았다.

## 같이 보기
- 걸 파워